# Saison 13 de Archer
Chronologie
Saison 12 Saison 14
Cet article présente les épisodes de la treizième saison de la série télévisée d'animation Archer diffusée sur FXX dès le 24 août 2022 aux États-Unis.
En France, la saison a été mise en ligne le 1er décembre 2022 sur Netflix.

## Épisodes
| № | # | Titre                                                   | Réalisation      | Scénario             | Première diffusion (États-Unis) | Audience (en millions) |
| --- | - | ------------------------------------------------------- | ---------------- | -------------------- | ------------------------------- | ---------------------- |
| 127 | 1 | Une convention peu conventionnelle The Big Con          | Justin Wagner    | Mark Ganek           | 24 août 2022                    | 0,29                   |
| Archer traverse un labyrinthe de miroirs rempli de rires arrogants alors qu'il fixe ses sites sur sa cible et les tire, révélant un tour de paintball bleu alors qu'Archer est acclamé pour avoir remporté son premier tour dans une compétition d'espionnage à ClandestiCon. Lana, avec tous les autres membres de l'Agence, tient un stand IIA distribuant des dépliants. Fabian arrive sur le stand avec Archer et annonce son intention pour l'IIA de lancer l'Agence en tant qu'agence d'espionnage apparemment indépendante qui n'est en réalité qu'une autre partie de l'IIA. Fabian encourage Archer à remporter le concours de compétences d'agent afin de « lancer correctement l'agence » et laisse le sort de l'agence entre les mains d'Archer, ce qui suscite la désapprobation de tous. Archer se saoule de Glengoolie au bar alors que Fabian encourage tout le monde sur le stand à essayer de prendre le relais du leadership, ce qui agace Lana qui pense qu'elle devrait participer au concours de compétences d'agent avec Archer. Lana participe au concours et remporte son duel dans le labyrinthe de miroirs alors qu'Archer continue de stresser la boisson au bar. Robert se présente et tend une embuscade à Lana (qui révèle qu'ils sont à Dubaï) avec une discussion sur leur divorce, qui se transforme en une discussion sur qui obtient la garde d' AJ après le divorce. Lana trouve instinctivement Archer au bar et le rejoint pour des boissons anti-stress tandis que Krieger, Pam et Rayse bousculent autour de leur stand en essayant de réseauter et de faire bonne impression pour obtenir le rôle de leader. Fabian gronde tout le monde sur le stand pour leur manque de succès, en particulier Cyril qui ne faisait rien d'autre qu'essayer de paraître autoritaire. Krieger plante un insecte sur Fabian dans le but de le salir et de le faire chanter pour qu'il approuve de futurs projets. Pam quitte ClandestiCon pour tenter de trouver « la salle de fête » dans l'hôtel mais tombe sur une chambre d'assassins qu'elle emprisonne temporairement dans la chambre. Pam revient dire à tout le monde ce qu'elle a vu alors que Krieger surprend Fabian se faire kidnapper via le haut-parleur auquel le bogue est connecté. Archer et Lana remportent les demi-finales de leur concours d'agents alors que le gang élabore un plan pour sauver Fabian qui contourne l'impossibilité d'avoir des armes en raison de la sécurité à la Con. Archer et Lana entrent dans la dernière étape de la compétition - « le train » alors que le gang prépare sa mission de sauvetage. Archer fait dérailler le train pour l'exercice et remporte la victoire de l'Agence. Le train déraillé se retrouve à côté du point culminant de la prise d'otage de Fabian. Archer saute du train et sort le ravisseur de Fabian, le sauvant. Archer est disqualifié de la compétition pour avoir sauté du train et Lana devient la gagnante. Fabian révèle que toute la situation d'enlèvement était un test et révèle qu'il s'agit d'une démonstration pour le Con. Fabian déclare Ray le chef de l'Agence en raison des « données » qu'il a rassemblées sur tout le monde au fil des ans dans un classeur. |   |                                                         |                  |                      |                                 |                        |
| 128 | 2 | Une mission carrément mortelle Operation: Fang          | Matt Thompson    | Matt Roller          | 31 août 2022                    | 0,27                   |
| Krieger, Cyril, Lana, Archer, Cheryl et Pam sont tous assis autour d'un feu de camp éteint et échangent des regards (principalement des regards noirs) vers Ray, le nouveau responsable de l'agence nommé par Fabian. Un équipage (qui a vu les sacs de l'Agence remplis d'armes à feu) est à proximité en train de réparer un hydravion délabré pour la mission, et est précipité par Ray qui essaie de faire preuve de pouvoir et d'autorité, mais en vain. Ray s'assoit avec le groupe pour se faire décharger de la négativité par Lana, Pam et Archer. L'avion s'écrase sur une île et la plupart des fournitures (y compris une bombe Krieger) finissent par flotter dans l'eau infestée de piranhas alors que Ray perd le contrôle de tout le monde. Alors que tout le monde panique et se met en colère, Ray essaie de les remettre sur le chemin de leur mission : libérer une réserve de fournitures médicales volées au seigneur de guerre connu uniquement sous le nom de « Serpiente ». Ray appelle Fabian pour demander une extraction qui est refusée par Fabian qui ne veut envoyer qu'un ravitaillement. Le groupe commence à fabriquer un radeau alors qu'Archer sort seul pour faire ce qu'il veut (quelque chose qu'il pense pouvoir faire tout le temps maintenant que sa mère n'est plus sa patronne), mais il revient rapidement à un radeau fini avec son nouvel ami. Ryan, un tapir sud-américain. Ray trébuche sur Ryan, l'effrayant alors qu'il tombe juste à côté d'un rocher, qui a un serpent venimeux en dessous qui le mord au visage et provoque une lutte de leadership alors qu'il reste incapable de la morsure de serpent. Tout le monde monte sur le radeau mais est attaqué par un hippopotame après qu'une fusée éclairante tirée par Cyril l'alerte de leur présence. Lorsque l'hippopotame ouvre la bouche, il révèle la bombe de Krieger au fond de sa gorge, que Pam fait exploser et les sauve. Lana prend la direction et demande à une équipe (elle-même, Archer, Pam et Cyril) d'aller au ravitaillement et à une équipe (Krieger et Cheryl) de rester avec Ray au bord de la rivière. Lana et son équipe tombent sur un avant-poste de guérilla et volent une jeep pour les battre jusqu'à la livraison. Elle utilise la radio de la jeep pour appeler Ray mais il est occupé avec Cheryl et Krieger qui l'éloignent des hippopotames alors qu'il se fait arracher sa jambe bionique par l'un d'eux. Lana et son équipe battent les guérilleros qui tentent de prendre leur ravitaillement et de prendre leur camion tactique K511 qui est chargé de fournitures. Ray se fait mordre par une tarentule alors que Lana et son équipe réalisent qu'ils ont laissé Pam derrière eux, qui est capturée par l'ennemi. L'équipe de Lana tombe sur une réplique 2/3 parfaite du Taj Mahaloù ils voient Pam arriver avec un sac sur la tête avec ses ravisseurs. Ray (presque aveuglé par son visage enflé à cause de la morsure de serpent et de tarentule) pilote un avion que son groupe a trouvé à l'avant-poste de la guérilla alors qu'Archer appelle Fabian qui lui ordonne de sécuriser une valise rouge (code YKLJ-56) après quoi ils seront extraits. Alors qu'Archer prend d'assaut la base du Taj Mahal, il trouve Pam en train de boire du café avec les guérilleros. Il est révélé que Serpiente (surnommé le général Dick par ses sous-fifres) a été tué il y a des mois et que les guérilleros redistribuent maintenant des médicaments aux habitants. La réunion amicale est interrompue lorsque Ray arrive dans l'hélicoptère et que Cheryl fait un trou dans la base avec de la dynamite, la dynamite renverse également une tour radio qui tombe sur la queue de l'hélicoptère et l'écrase. L'hélicoptère d'extraction arrive alors qu'Archer saute sur l'hélicoptère avec la valise rouge mais il est physiquement expulsé après la prise de la valise. Fabian est appelé et il révèle qu'il a des affaires continues avec le successeur de Serpiente. Les tensions sont apaisées entre les guérilleros et l'Agence alors que l'hélicoptère s'envole, les laissant dans l'Amazonie au retour de Ryan le Tapir. |   |                                                         |                  |                      |                                 |                        |
| 129 | 3 | Un samedi d'enfer Saturday                              | Pierre Cerrato   | Asha Michelle Wilson | 7 septembre 2022                | 0,31                   |
| Archer et Lana sont appelés au travail samedi, les forçant à une mission qu'aucun d'eux ne veut parce qu'Archer à la gueule de bois, et Lana doit passer la journée avec sa fille Abbiejean. |   |                                                         |                  |                      |                                 |                        |
| 130 | 4 | Les lois de l'attraction Laws of Attraction             | Omaka Schultz    | Brittany Miller      | 14 septembre 2022               | 0,35                   |
| Des agents suisses clandestins mettent la main sur l'un des appareils de Krieger, et Cyril tente de diriger la mission pour le récupérer. Pam fait une rencontre. |   |                                                         |                  |                      |                                 |                        |
| 131 | 5 | Thérapeute ciblée Out of Network                        | Megan Johnson    | Matt Roller          | 21 septembre 2022               | 0,27                   |
| L'équipe est surprise d'apprendre qu'Archer suit une thérapie. Mais lorsque l'IIA découvre que sa thérapeute n'est pas approuvée, les conséquences sont inattendues. |   |                                                         |                  |                      |                                 |                        |
| 132 | 6 | Petit braquage insignifiant Bank Run at Mr. Bank's Bank | Kim Feigenbaum   | Alison Zeidman       | 28 septembre 2022               | 0,22                   |
| Fabian confie à l'Agence sa prochaine mission : ils sont chargés de se faufiler dans la Global Currency Bank ce soir pour récupérer le contenu d'un coffre-fort avant l'ouverture du coffre-fort le matin. Cependant, personne n'est enthousiasmé par cela, car il semble que Fabian veuille qu'ils braquent une banque. Fabian soutient que ce n'est pas le cas, mais ils ne sont pas convaincus de risquer leur éthique pour braquer une banque, en particulier pour Lana, car son audience sur la garde approche. Ainsi, Fabian donne au groupe une incitation : s'ils peuvent récupérer avec succès le contenu de l'IIA, il rendra au groupe la pleine propriété de l'Agence avec un budget pour les six prochains mois. Cela rend l'Agence plus excitée et Archer promet qu'à la fin de la journée, ils retrouveront leur liberté vis-à-vis de l'IIA. Une coupe fracassante plus tard; tout s'est dégradé. Pam et Krieger sont coincés dans des conduits d'aération (ce dernier étant acculé par des lasers de déclenchement en plus), Ray est incapable d'entrer dans la salle de sécurité car tous les gardes de sécurité sont toujours là-bas, et Lana et Cyril sont piégés à l'intérieur du coffre-fort. Après qu'Archer ait déclaré que tout le monde était inutile, Ray suggère qu'il ajoute des sandwichs de compliments dans le mélange avant de commenter à quel point la peau de Pam a brillé ces derniers temps. Cependant, Pam écarte les commentaires élogieux car elle veut terminer la mission avant le brunch. Ensuite, Archer présente un nouveau plan : Pam percera un trou au-dessus du coffre-fort afin qu'ils puissent reprendre contact avec Lana et Cyril, Krieger créera une alerte de sécurité pour distraire les gardes du bruit, et Ray désactivera la grille de sécurité. pour Krieger. Quant à Archer, Krieger appuie accidentellement sur le mauvais bouton, provoquant une fréquence aiguë qui assourdit la plupart des gardes, mais Archer dit à tout le monde de rouler avec. Ray quitte le placard dans lequel il se cachait et cherche la salle de contrôle de sécurité, seulement pour être confronté à une garde plus âgée nommée Susan. Ray demande à Susan de l'aider à trouver la chambre, bien qu'elle le convainque de fumer de l'herbe avec elle à la place. Pendant ce temps, Pam entre en contact avec Lana, qui explique qu'ils ont trouvé le coffre-fort mais ne peuvent pas l'ouvrir. Lana est particulièrement stressée parce qu'elle était en pleine conversation avec son amie avocate au sujet de l'affaire de la garde. Pam part bientôt et se laisse tomber dans une salle de stockage à proximité. Alors qu'Archer a du mal à rester sobre, il dit à Pam qu'il n'y a qu'une seule personne qui peut les aider à accomplir la mission : Cheryl. Archer trouve un verre de whisky à moitié ivre dans le bureau principal et le boit juste au moment où Ray et Susan entrent. Ray ment qu'Archer est le patron de la banque appelée M. Bank et qu'il lui a donné le travail de sécurité en premier lieu. Archer les rejoint lors de leur voyage dans la salle de sécurité tandis que Pam détend Krieger dans l'évent. Pendant ce temps, Lana téléphone à son amie avocate tandis que Cyril parvient à ouvrir le coffre-fort. Archer et Ray se rendent dans la salle de sécurité et éteignent la grille de sécurité, pour continuer à l'éteindre lorsque Susan continue à l'allumer. Elle explique que si le réseau était fermé pendant quelques secondes, l'alarme principale se déclencherait et Archer quitte la pièce pour rencontrer Pam. Pam panique à propos d'un brunch manqué et révèle qu'elle sort avec Alessia depuis un certain temps. Cela devient sérieux et Pam est nerveuse à l'idée de tout gâcher. Cependant, Archer suggère à Pam de repousser son rendez-vous de quelques minutes lorsqu'il reçoit une alerte indiquant que Cheryl est arrivée. Archer retourne dans le bureau principal pour trouver les codes de dérogation mais appuie accidentellement sur un bouton sous le bureau lorsqu'il trébuche. Cyril dit que le coffre-fort est attaché au coffre-fort et qu'il ne peut pas le retirer, tout comme l'appel téléphonique de Lana est coupé. Cheryl entre dans le coffre-fort avec un employé de banque, pour s'y enfermer également. Pendant ce temps, Pam parvient à libérer Krieger de l'évent. Lorsque Ray entre dans le bureau, Archer trouve les codes de dérogation, mais Susan entre. Susan a compris qu'ils allaient cambrioler la banque, mais elle s'en fiche et montre à Archer la collection d'alcool. Ray donne à Lana les codes de sécurité pour ouvrir le coffre-fort pendant que Cyril obtient les fichiers dont ils ont besoin. Avec tout le monde ensemble, ils sont bientôt confrontés à l'équipe SWAT alors que la pression accidentelle d'un bouton d'Archer les avertit. Ils se heurtent à la banque mais arrivent dans une impasse. Heureusement, Cheryl a apporté des explosifs avec elle et commence à installer un explosif plastique pour bombarder le mur. Alessia appelle Pam et révèle qu'elle est au courant du vol de banque, emmenant un camion de fuite pour les aider à s'échapper. Ils sautent dans le camion et s'en vont, Pam disant finalement à Alessia qu'elle veut être sa principale dans une relation polyamoureuse. Alessia dit oui et pousse le groupe à rencontrer Fabian. Lana pense que Fabian les a vendus aux flics, et Archer décide de laisser faire car il ne veut pas être blâmé pour avoir appuyé accidentellement sur le bouton de sécurité secret. De plus, Lana découvre que tout le fichier contient des photos d'une femme au hasard, faisant croire à tout le monde que la mission n'était rien d'autre qu'un canular. Ils se rendent chez Fabian et lui donnent les fichiers, et il dit qu'il n'a jamais prévu de les doubler. En tant que tel, Fabian leur donne le contrôle total de l'Agence, et ils partent après qu'Archer lui ait lancé un beignet. Lana découvre que tout le fichier contient des photos d'une femme au hasard, faisant croire à tout le monde que la mission n'était rien d'autre qu'un canular. Ils se rendent chez Fabian et lui donnent les fichiers, et il dit qu'il n'a jamais prévu de les doubler. En tant que tel, Fabian leur donne le contrôle total de l'Agence, et ils partent après qu'Archer lui ait lancé un beignet. Lana découvre que tout le fichier contient des photos d'une femme au hasard, faisant croire à tout le monde que la mission n'était rien d'autre qu'un canular. Ils se rendent chez Fabian et lui donnent les fichiers, et il dit qu'il n'a jamais prévu de les doubler. En tant que tel, Fabian leur donne le contrôle total de l'Agence, et ils partent après qu'Archer lui ait lancé un beignet. Plus tard dans la nuit, le gang célèbre le retour de l'Agence de l'IIA, seulement pour que Cyril entre et allume la télévision. Un reportage révèle que le pays de Manatina est sous la loi martiale sur ordre du Premier ministre, la même femme qu'ils ont vue dans les dossiers. Le gang se rend compte qu'ils ont fait chanter par inadvertance un Premier ministre pour que cela se produise, provoquant ainsi un incident géopolitique. Pire encore, Cyril découvre que le contrat que Fabian leur a donné était antidaté il y a six mois, ce qui signifie que tout ce qu'ils ont fait pour l'IIA depuis lors était entièrement la faute de l'Agence au sens juridique. |   |                                                         |                  |                      |                                 |                        |
| 133 | 7 | Distraction en cours Distraction Action                 | Casey Willis     | Miles Woods          | 5 octobre 2022                  | 0,22                   |
| Grâce aux manipulations de Fabian, l'Agence est blâmée pour toutes les catastrophes internationales qu'elles ont causées par inadvertance en raison des missions qu'elles ont effectuées dans le cadre de l'IIA. Le gang, moins Ray, reste dans un refuge abandonné pour rester à l'abri des regards du public et apprendre de la nouvelle que Fabian a disparu. Cela les met dans une situation difficile car ils ne peuvent pas retourner au bureau ou chez eux en raison de l'enquête du FBI et de la NSA, et Lana a son audience sur la garde aujourd'hui, qui déterminera si elle perd ou non la garde d'Abbiejean. Archer élabore un plan pour amener Lana au tribunal sans se faire prendre, disant qu'ils utiliseront une série de distractions pour lui donner plus de temps. Une fois l'affaire terminée, ils prendront le jet privé de Cheryl pour quitter la ville et retrouver Fabian pour se venger. Archer rassemble le groupe et ils acceptent de suivre le plan. Parce que l'affaire judiciaire de Lana est sérieuse, Archer dit qu'ils doivent travailler professionnellement pour que cela fonctionne et dit qu'ils ne peuvent pas faire face à des conneries personnelles. Ils conduisent Lana au palais de justice et elle parvient à se faufiler devant une voiture d'agents du FBI, commençant son affaire de garde avec Robert. Pendant ce temps, Pam demande aux agents du FBI de la poursuivre sur sa moto, et elle parvient à les perdre grâce aux feux d'artifice de Cheryl. Ailleurs, Archer se rend dans un bordel local et retrouve Trinette, la propriétaire de l'établissement. Il demande à Trinette de l'aider à s'assurer que Lana obtienne la garde d'AJ. Bien que réticente à aider Archer après tout ce qu'il lui a fait dans le passé, Trinette lui donne des fichiers contenant toutes les affaires louches que Robert a faites qu'il a partagées avec les prostituées avec lesquelles il a couché. Au palais de justice, Cyril distrait les agents du FBI avec ses compétences en patins à roulettes, tout comme Archer se rend dans la salle d'audience, où Robert présente un argument solide contre les compétences parentales de Lana. Archer donne à Lana les fichiers à utiliser, mais elle décide de ne pas les utiliser car elle refuse d'utiliser les mêmes méthodes sournoises que Robert a utilisées. Décidant d'y mettre fin une fois pour toutes, Lana convainc Robert de laisser Abbiejean décider avec qui elle veut être. AJ dit qu'elle veut être avec Lana, demandant même pourquoi Robert commencerait cette affaire de garde car Lana est sa mère biologique et il est un millionnaire effrayant. Le juge accorde la garde complète à Lana et AJ serre sa mère dans ses bras pour célébrer, donnant même à Archer son câlin tant attendu. Robert essaie de faire passer cette affaire judiciaire comme un test secret, mais cela est bientôt miné par la révélation qu'il travaille comme taupe pour le FBI. Leur présence étant compromise, Archer et Lana escortent AJ hors du palais de justice et rencontrent le gang à l'intérieur de la camionnette de Krieger. Ils traversent la ville et lancent la camionnette dans l'océan pour échapper aux blocages. Cependant, la camionnette se déplace péniblement lentement, mais ils repèrent un yacht à côté d'eux que Trinette héberge. Archer dépasse de force le yacht et le groupe se dirige vers l'aéroport au moment où le FBI les poursuit. Pam leur fournit des armes qu'elle a obtenues d'Alessia, et ils parviennent à éliminer les agents du FBI sans les tuer. Ensuite, ils se rendent à l'aéroport et montent dans le jet privé de Cheryl, bien qu'Archer admette qu'il n'a pas pensé à qui piloterait l'avion ni où ils allaient. Pourtant, ils parviennent à s'enfuir des agents du FBI grâce à une personne inattendue : Slater de la CIA. Slater explique que grâce à l'Agence donnant les fichiers à Fabian de la banque, il a fait chanter le président de Manatina et déstabilisé le pays. De plus, Slater révèle que Fabian s'est enfui dans le pays avec Ray, faisant croire au gang que leur ami s'est retourné contre eux. Au moment où ils commencent à abandonner, Cyril rallie le groupe et dit qu'ils vont botter le cul de Fabian. Cependant, il se creuse bientôt dans un trou quand il annonce son intention de recommencer à sortir ensemble, ce qui fait que tout le monde se moque de lui pour être célibataire depuis si longtemps après que Lana l'ait largué. |   |                                                         |                  |                      |                                 |                        |
| 134 | 8 | Ray est bonne pâte Dough, Ray, and Me                   | Stephen Slesinki | Mark Ganek           | 12 octobre 2022                 |                        |
| Après s'être associée à Slater pour éliminer Fabian, l'Agence est à Manatina se faisant passer pour des chefs pâtissiers dans la pâtisserie de l'ancien. Après trois semaines de travail et de gâchis, Slater annonce que Fabian sortira en public grâce à une taupe à l'intérieur de l'IIA et explique la mission à l'Agence. Ils doivent assassiner Fabian et Ray sur une place voisine afin qu'il puisse arrêter de faire chanter le président de Manatina. Le groupe hésite à tuer Fabian malgré le fait qu'il a manipulé les événements pour qu'ils prennent le blâme, et même Ray parce que, malgré leur trahison, ils le voient toujours comme un ami. Pourtant, Slater leur rappelle que leur seule option est de rentrer chez eux et de se faire arrêter. De plus, Slater révèle qu'il ne se soucie pas du président parce que, comme Lana le comprend, L'Agence poursuit la mission à contrecœur et Archer prend la tête. Sous les ordres d'Archer, Cheryl laisse un sac d'explosifs sur une statue voisine tandis que Lana est sur le toit en train de faire le guet. Lana repère une ruelle qui n'était pas sur la carte, mais Archer rejette sa suggestion d'ajuster le plan. Le cortège arrive, mais le plan tourne mal lorsqu'ils ne trouvent pas Fabian dans l'une des voitures. Fabian et Ray se faufilent dans la ruelle, mais Archer les coince à la sortie. Ray met son corps devant celui de Fabian, disant qu'il a fait son choix après toutes les punitions qu'il a reçues de l'Agence au cours de l'année écoulée. Fabian offre à Archer une chance de changer de camp car, grâce à une mission antérieure de l'Agence, il a réussi à redécouvrir un matériau de terre rare et prévoit de l'utiliser pour garder Manatina sous son contrôle. Archer essaie de faire revenir Ray à l'Agence, mais la tentative est interrompue lorsque Fabian pousse ce dernier à l'écart de l'auto-préservation. Après que Fabian se soit enfui, Ray réprimande Archer pour avoir ruiné son plan, révélant qu'il était la taupe de la CIA. Ray a déclaré qu'il prévoyait de prendre Fabian vivant car l'arrestation de ce dernier effacerait leurs noms, sachant très bien que Slater ne le ferait pas. Mais grâce à l'Agence, ils ont perdu Fabian, et le plan est devenu plus difficile. De retour à la pâtisserie de Slater, le premier réprimande l'Agence pour avoir bousillé son plan et laissé Fabian se déchaîner. Slater rétrograde le groupe à ne rien faire pendant qu'il engage une escouade de la CIA pour tuer Fabian. Alors que le groupe se demande s'ils devraient faire confiance à Ray après qu'il les ait poignardés à plusieurs reprises, Cyril se demande s'ils devraient laisser la CIA faire le travail pour eux afin qu'ils puissent rentrer chez eux. Cependant, Lana décide que la seule façon de sortir de ce gâchis est de prendre le contrôle et organise un nouveau plan : faire semblant de faire leur travail assigné, attraper Fabian et lui faire blanchir leurs noms. L'Agence arrive à la maison présidentielle alors que Fabian les laisse dans la camionnette pour ne rien faire. Le temps étant limité, le groupe se met immédiatement au travail. Ray reste dans la camionnette pour faire des coms pour le groupe, même si tout le monde se méfie encore de lui, tandis que Pam, Cheryl et Cyril sortent en tant que pâtissiers pour livrer les produits de boulangerie. Simultanément, Archer et Lana se faufilent dans la maison par les égouts et y entrent par la salle de bain. Les deux groupes sont confrontés aux gardes présidentiels, mais ils parviennent à les dépasser. Une fois qu'Archer et Lana atteignent les portes du bureau, Cheryl utilise des explosifs pour faire sortir le président de son bureau et dans la cuisine. Archer et Lana affrontent Fabian, et après que le premier ait tiré sur le second dans le bras après avoir tenté de faire un autre monologue, ils l'emmènent avant que l'équipe de mise à mort ne le tue. Le groupe fait sortir Fabian et le président de la maison, pour se retrouver coincés dans la circulation en raison d'une émeute citoyenne. Sachant que Fabian est la cible la plus précieuse, Lana dit au groupe de se disperser alors que Cyril donne au président un déguisement rapide pour que personne ne la reconnaisse. Archer et Lana emmènent Fabian hors de la ville à moto, évitant les agents de la CIA en cours de route. Selon les instructions de Ray, ils se rendent au point de ralliement, un pont, et sautent sur un bateau banane. Slater appelle le groupe et les réprimande avec colère pour avoir ruiné son plan. Bien que Slater menace de retirer l'Agence pour cela, Archer n'est pas ému et fait exploser sa pâtisserie avec les explosifs laissés par Cheryl. Une fois que le groupe a accosté à l'extérieur de la ville, ils remettent Fabian à Interpol, qui promet d'effacer leurs noms maintenant qu'ils ont ce dernier en captivité. Avec l'arrestation de Fabian, le groupe est exonéré d'être piégé et ils retournent travailler à l'Agence en tant que groupe indépendant. Cependant, il reste à savoir qui dirigera l'Agence à l'avenir. Archer décide que Lana devrait devenir le leader, citant que c'est grâce à sa stratégie qui les a finalement sauvés. Touchée par l'humble discours d'Archer, Lana s'assoit à l'ancien bureau de Mallory et commence à planifier la nouvelle ère de l'Agence. |   |                                                         |                  |                      |                                 |                        |